# Мицци, Сюзанна
Сюза́нна Ми́цци (англ. Suzanne Mizzi; 1 декабря 1967 года, Мальта — 22 мая 2011 года, Хакни, Лондон, Англия, Великобритания) — британская фотомодель, певица, художница и дизайнер интерьера.

## Биография

### Ранние годы
Сюзанна Мицци родилась 1 декабря 1967 года на Мальте. Позже вместе со своей семьёй эмигрировала в Великобританию.

### Карьера
В 15 лет, после окончания средней школы, Сюзанна открыла свой магазин одежды, в котором во время работы была обнаружена фотографом, указавшем девушке на её потенциал модели. В 1984 году она снялась для журнала «Page Three», общественность хорошо приняла девушку, а вот родителям некоторое время приходилось привыкать к выбору профессии своей дочери.
В конце 1980-х годов она подписала контракт с «Storm Model Management», работала с Вивьен Вествуд.
Со временем, когда Сюзанна начала постепенно отходить от дел в модельном бизнесе, она решила заняться музыкой и основала группу «Wildflowers» (рус. «Полевые цветы»). После окончания карьеры музыканта, начала карьеру художника. Выставка её работ под названием «Timeless» (рус. «Вечный») прошла в «Artbank Gallery», также в Лондоне. Занималась дизайном интерьера.

### Личная жизнь, болезнь и смерть
В начале 2000-х годов Сюзанна вышла замуж за своего возлюбленного со времён школы Фрэнка Камиллери, с которым в целом она была вместе больше 30-ти лет. У супругов было двое детей — сын Гео Камиллери (род. 2004) и дочь Сиенна Камиллери (род. 2005).
В 2010 году Сюзанне был диагностирован рак яичников, от которого она скончалась год спустя в 43-летнем возрасте — 22 мая 2011 года.